# ويليام كيث إيمرسون
ويليام كيث إيمرسون (بالإنجليزية: William Keith Emerson)‏ هو عالم حيوانات أمريكي، ولد في 1925، وتوفي في 2016.